# Bretka
Bretka (in ungherese Beretke) è un comune della Slovacchia facente parte del distretto di Rožňava, nella regione di Košice.